# Le Tigre blanc (film, 2012)
Pour les articles homonymes, voir Le Tigre blanc et White Tiger.
Pour plus de détails, voir Fiche technique et Distribution.
Le Tigre blanc (en russe : Белый тигр, Belyy tigr) est un film de guerre-fantastique russe réalisé par Karen Chakhnazarov, sorti en 2012.
Le film transpose pendant la Seconde Guerre mondiale, sur le front russe, le roman éponyme d'Ilia Boïachov (ru) avec un thème se relatant à Moby-Dick, jusque dans la couleur du monstre (la baleine blanche devient le char blanc).
Réalisé avec des moyens importants (notamment quantité de véritables chars), le film a coûté 11 millions de dollars, mais n'en a rapporté que 7,2.

## Synopsis
Après une bataille de chars pendant la Seconde Guerre mondiale, un tankiste de l'Armée rouge est découvert dans la carcasse de son char, en vie quoique brûlé à 90 %. Il est soigné, mais ne se souvient pas de son identité. On lui donne alors un nouveau nom, Naïdenov (« trouvé »), et il récupère miraculeusement de ses blessures.
Pendant ce temps, sur le front, des rumeurs font état de l'existence d'un char allemand invulnérable et mystérieux qui apparaît soudainement et disparaît aussi soudainement, en réussissant à détruire des dizaines de chars soviétiques. Ce char, qui ressemble à un  VK 45.01 (P) appelé aussi (Tiger P).            
Naïdenov est choisi pour trouver et détruire le « Tigre blanc » d'autant plus qu'il est doué d'un flair mystique. Il indique qu'il est en mesure d'« écouter » les chars, et qu'il est capable de détruire le « Tigre blanc ». Au cours de l'une des batailles, l'équipage de Naïdenov se retrouve face à face avec le « Tigre blanc » dans un village déserté. Commence alors un duel d'artillerie. Le char allemand est touché, mais pas détruit. Alors qu'il va lui donner le coup de grâce, le canon du char de Naïdenov explose. Le « Tigre blanc » disparaît et on ne trouve aucune trace de lui.
Après la capitulation allemande, Fedotov tente de convaincre Naïdenov que la guerre est finie. Celui-ci prétend que la guerre ne sera pas finie tant que le « Tigre blanc » ne sera pas détruit. Naïdenov et son char disparaissent mystérieusement.

## Fiche technique
- Titre original : Белый тигр, Belyy tigr
- Titre français : Le Tigre blanc
- Réalisation : Karen Chakhnazarov
- Scénario : Alexandre Borodyanski et Karen Chakhnazarov, adapté d'une œuvre originale d'Ilia Boïachov (ru)
- Directeur de la photographie : Alexandre Kouznetsov
- Cinématographie : Alik Taguirov
- Décors : Sergueï Fevralev
- Conception artistique : Irina Otchina
- Musique : Youri Poteïenko et  Constantin Chevelev
- Costumes : Dmitri Andreïev et Vladimir Nikiforov
- Maquillage : Nina Kolodkina
- Producteurs : Karen Chakhnazarov et Galina Chadour
- Pays d'origine :  Russie
- Langue : russe, anglais, français
- Genre : Action-Guerre
- Durée : 104 minutes

## Distribution
- Alexeï Vertkov : Ivan Naïdenov
- Vitali Kichtchenko : Fedotov
- Valeri Grichko : Maréchal Gueorgui Joukov
- Dmitri Bykovski : Général Smirnov
- Guerassime Arkhipov : Capitaine Charipov
- Alexandre Vakhov: Kryouk
- Vitali Dordjiev : Berdyev
- Vladimir Ilyine : Directeur de l'hôpital
- Carl Kranzkowski : Führer Adolf Hitler
- Christian Redl : Generalfeldmarschall Wilhelm Keitel
- Klaus Grünberg : Generaloberst Hans-Jürgen Stumpff
- Wilmar Bieri : Friedeburgg
- Dirk Martens : 1er prisonnier
- Michael Schenck : 2e prisonnier

## Récompenses
Le film a reçu les récompenses suivantes :
- 2013 : Prix de l'Aigle d'or du meilleur film de fiction et de la meilleure musique.
- Grand prix du Festival "Le Printemps Russe en Tunisie", Tunis / Sousse / Hammamet, en 2013
- Prix du meilleur scénario du Festival "Le Printemps Russe en Tunisie", Tunis / Sousse / Hammamet en 2013